# Cîroc
Cîroc ist eine britische Premium-Wodkamarke, die in Frankreich produziert wird. Der Eigentümer ist der Getränkekonzern Diageo. Von Frühjahr 2007 bis 2024 war der US-amerikanische Rapper Sean Combs Miteigentümer.

## Herstellung
Im Unterschied zu den meisten anderen Wodkasorten, welche aus Getreide oder Kartoffeln erzeugt werden, wird Cîroc ausschließlich aus Trauben hergestellt. Er wird aus den Traubensorten Mauzac Blanc (Region Gaillac) und Ugni Blanc (Region Cognac) destilliert. Der Saft der Trauben wird kältefermentiert.
Cîroc hebt hervor, dass ihr Produkt fünffach destilliert wird. Die ersten vier Destillationen der Ugni-Blanc-Traube finden in Edelstahlbehältern statt. Die Mauzac-Traube wird in traditionellen Kupfergefäßen destilliert. Sie werden bis 96,5 % und 93,5 % destilliert und dann verschnitten zu 95 % der Ugni Blanc Traube und 5 % der Mauzac Blanc Traube. Die fünfte Destillation folgt in einer traditionellen Armagnac-Kupfer-Destille.